# 임프로브 헬스케어
임프로브 헬스케어(Improve Healthcare)는 대한민국의 브랜드 전문 글로벌 에이전시이다.
2021년 기준 국내 브랜드 모레모, 다슈, 얼스노트, 닥터앤코, CP-1 등 다수의 브랜드의 홍콩, 대만 등의 해외총판을 담당하여 운영하고 있다.

## 개요
대한민국 인천 송도동에 위치한 뷰티 브랜드, 스포츠 전문 에이전시이다.
2016년 빅 브라더스로 설립된 브랜드 에이전시로 2021년 임프로브 헬스케어로 법인전환하였다.

## 브랜드

### 모레모
2021년 화해앱 기준 헤어트리트먼트, 에센스 1위 브랜드인 모레모를 2020년부터 홍콩과 마카오에 총판계약하여 수출한다.

### 다슈
2021년 화해앱 기준 스타일링 1위 브랜드린 다슈를 2021년 홍콩과 마카오에 총판계약하여 수출한다.

### CP-1
주사기 헤어트리트먼트로 유명한 CP-1 브랜드를 2019년부터 홍콩, 대만 등에 총판계약하여 수출한다. 현재는 홍콩만 수출 중이다.

### Dr&Co
여드름 기초 화장품 전문으로 유명한 닥터엔코 브랜드를 2020년 총판계약하여 홍콩, 대만에 수출한다.